# Dasychira polioleuca
Dasychira polioleuca är en fjärilsart som beskrevs av Collenette 1955. Dasychira polioleuca ingår i släktet Dasychira och familjen tofsspinnare. Inga underarter finns listade i Catalogue of Life.